# 皮斯科拉 (喬治亞州)
皮斯科拉（英語：Piscola）是位於美國喬治亞州托馬斯縣的一個非建制地區。該地的面積和人口皆未知。

## 地理
皮斯科拉的座標為30°41′25″N 83°40′34″W / 30.69028°N 83.67611°W，而該地的平均海拔高度為44米（即144英尺）。